# Susanne Hueber
Susanne Hueber (* 9. Januar 1977 in Basel) ist eine Schweizer Moderatorin, Schauspielerin und Model.

## Biografie
Susanne Hueber wurde in der Region Basel geboren, wo sie noch heute wohnt.
Sie wurde 13 Mal in Folge Basler Meisterin im Kunstturnen und krönte ihre sportliche Karriere 1987 bei den Schweizer Nachwuchsmeisterschaften mit der Goldmedaille.
Als Tochter tschechischer Eltern spricht Frau Hueber neben Deutsch und Tschechisch auch Englisch, Französisch und Italienisch. Die ersten Erfolge verbuchte sie 2002/2003, als sie das Moderatoren-Casting beim Schweizer TV-Sender Star TV gewann und ein Jahr später in der Schweizer TV-Soap Lüthi und Blanc sowie im Theater Fauteuil Basel engagiert wurde.
Seit 2002 steht Susanne Hueber für diverse Schweizer TV- und Radiostationen sowie auf Online-Portalen als Wetterfrau vor der Kamera (MeteoNews, Telebasel etc.). Frau Hueber moderierte zudem ihre eigenen Fernseh- und webTV-Sendungen wie Fit-TV, FTI Wettbewerbs-Sendung, Autoinnovation TV, SE Impuls TV oder auch das Schweizer Fussball-Cup-Magazin und die Gemeinde-News.
2005 kündigte die gelernte Krankenpflegerin ihre Anstellung beim Pharmaunternehmen Hoffmann-La Roche, um sich auf ihre Engagements in den Bereichen Moderation, Schauspiel und Modeling zu konzentrieren.
2007–2008 war Hueber Gastrokritikerin für den Ringier-Verlag, für den sie später auch die webTV-Sendung Blickpunkt und für die Schweizer Illustrierte die Talksendung Green Lounge moderierte. 2009 stand sie für drei Monate im Europa-Park Rust als Moderatorin auf der Bühne, wo sie die Gala-Dinner-Show moderierte.
Jährlich spielt Susanne Hueber in ein bis zwei Theaterproduktionen mit.
Zudem ist Susanne die Moderatorin der neusten Swisscom-Kampagne Cloud Computing.
Susanne Hueber ist eine Markenbotschafterin für die Masai Barefoot Technology MBT, das pharmazeutische Unternehmen Biotin, das Schmuckunternehmen Rhomberg und für die Hoffmann-automobile ag.

## Moderation

### Gala- und Eventmoderationen (Auszug)
- 2016 Swissbau

- 2016 Schweizer Kochverband

- 2015 Pistor

- 2015 IGEHO

- 2014 EDA, Expo Mailand

- 2014 Didacta

- 2014 Manor

- 2013 Local.ch

- 2013 Baloise

- 2012 Siemens, Roadshow durch die Schweiz

- 2011 Nussknacker on Ice
- 2010 IMG Run to the Beat mit Seven
- 2010 Tour de Suisse Etappenort
- 2010 Fussball WM Public Viewing
- 2010 Roadshow der Georg Fischer AG durch ganz Europa

### TV- und Radiomoderationen (Auszug)
- 2013–2015 Baloise Session TV

- 2011 Swisscom Cloud Computing
- 2004 - Wetter (Telebasel und MeteoNews)
- 2010–2014 Schweizer Illustrierte, Green Lounge
- 2008–2009 News, Blick.ch
- 2008–2010 Schweizer Fussball Cup Magazin
- 2006 Autoinnovation TV
- 2005 Fit-TV
- 2002 Regio Aktuell

## Filmografie

### TV/Kino Spots (Auszug)
- 2014 Schweiz Tourismus

- 2014 Iron Speed Bingo

- 2011Zürich Tourismus

- 2010 Zahnarzt-Spot Berlin
- 2010 MBT-Spot[8]
- 2009 McOptik
- 2008 20 Minuten

### Spielfilme (Auszug)
- 2010 A-Capella
- 2009 Fliegende Fische
- 2007 Einer tanzt immer
- 2005 Erinnerung einer Nacht[9]

### Theater (Auszug)
- 2014 / 2015 / 2016 Drummeli, Musical Theater Basel

- 2013 Liebe ist die beste Medizin, Atelier Theater Riehen

- 2012 / 2013 Mimösli, Häbse Theater Basel

- 2011/2012 Numme Kai Stress, Theater Fauteuil Basel

- 2010/2011 Hailige Bimbam, Theater Fauteuil Basel[10]
- 2009/2010 Räuber Hotzenplotz, Theater Fauteuil Basel
- 2009 Frühling im Herbst, Atelier Theater Riehen
- 2009 Das Rösli vom Moulin Rose, Museumsnacht
- 2008/2009 Weekend im Paradies, Häbse-Theater Basel

## Model (Auszug)
- 2013 / 2014 White Berry Smile
- 2011 Aquabasilea
- 2010 Axpo
- 2010 Musis
- 2008 Coop
- 2006 Piazza.ch